# Чебоксарова, Лидия Олеговна
Ли́дия Оле́говна Чебокса́рова (16 июня 1970, Владивосток) — российская певица, автор песен, театровед, автор работы «Продюсирование стационарного мюзикла в России — проблемы и перспективы», рекомендованной к публикации Кафедрой Менеджмента сценических искусств РАТИ (ГИТИС). Консультант театральных проектов (технологии производства музыкальных спектаклей). Автор ряда статей об экономике театра.
Играет на 6-струнной гитаре. Профессионально занимается авторской песней, которую исполняет с 1986 года.
Лауреат Третьего Всесоюзного фестиваля авторской песни в Киеве (1990) в составе ансамбля «Арбатская шпана», обладатель Гран-при «Петербургского аккорда-98», а также «Грушинского фестиваля» (1996) в номинации исполнитель, член жюри региональных и всероссийских фестивалей авторской песни.
Участница проекта «Песни нашего века» с 1999 года. Актриса мюзикла «Норд-Ост» (2001). С 2004 года продюсер проекта «15 песен». Выступает в дуэте с гитаристом и аранжировщиком Евгением Быковым, в дуэте с Дмитрием Богдановым, а также сольными концертными программами. Обладает обширным репертуаром (бардовская классика, песни советских композиторов, романсы, современная авторская песня).
С 2012 года участник и руководитель концертной версии мюзикла Алексея Иващенко и Георгия Васильева «Норд-Ост», в которой также принимают участие артисты мюзикла Ирина Линдт, Юрий Мазихин, Олег Кузнецов, Виктория Соловьёва, Антон Арцев, Андрей Богданов, Алексей Россошанский, Пётр Маркин, концертмейстер Анастасия Зимина. Музыкальный руководитель программы — Татьяна Солнышкина.

## Дискография
1. 1997 — Люди сухопутья
2. 2000 — Пантомима
3. 2003 — Третий
4. 2005 — 15 песен Михаила Щербакова
5. 2012 — ТЕАТР
6. 2015 — 15 песен Владимира Васильева

- Полная дискография